# Alpe Wenger Egg
Die Alpe Wenger Egg (auch: Egg-Alpe oder Wengener Egg) ist eine Alpe in der Gemarkung Wengen in der Gemeinde Weitnau im bayerisch-schwäbischen Landkreis Oberallgäu.

## Lage
Die Alpe Wenger Egg liegt auf 1015 m ü. NHN in der Adelegg oberhalb von Wengen. Südwestlich der Alpe befindet sich das Raggenhorn, nordwestlich der Schwarze Grat. Westlich verläuft die Ländergrenze zu Isny im Allgäu in Baden-Württemberg.

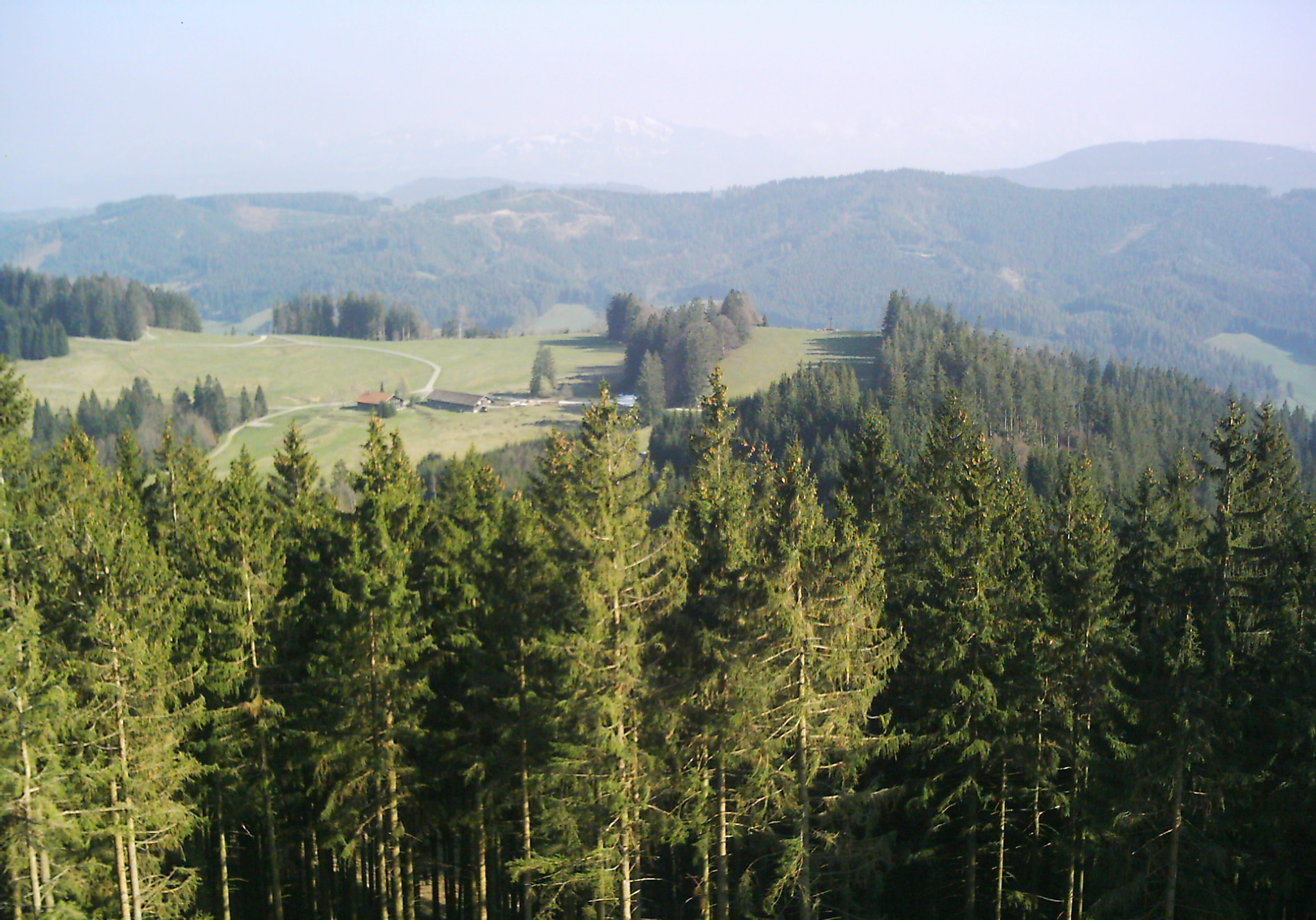
Alpe Wenger Egg vom Schwarzen Grat aus gesehen

## Geschichte
Erstmals wurde die Alpe im Jahr 1812 urkundlich erwähnt als „Auf der Egg“ alle Bauern aus Wengen Weiderechte hatten. 1875 wurde sie als unbewohnte Einöde Wengeregg erwähnt. Das Wort Egg deutet auf einen Ausläufer eines Höhenzugs hin.

## Bewirtschaftung
Die Alpe wird von Anfang Mai bis Mitte Oktober als Galtalpe mit circa 130 Jungrindern bewirtschaftet. Zudem besteht eine Bewirtung von Gästen. Übernachtungen werden nicht angeboten.

## Zuwege
- von Wengen über das Raggenhorn
- Zufahrt über Mautstraße von Wengen
- von Bolsternang über Schwarzer Grat oder Raggenhorn
- von Eschachthal mit der Möglichkeit über den Schwarzen Grat
- vom Eschacher Weiher